# ناثانيال براندن
ناثانيال براندن (9 أبريل 1930 - 3 ديسمبر 2014)، معالج نفسي أمريكي كَندي وكاتب معروف بعمله في علم نفس تقدير الذات. كان براندن شريكًا سابقًا وعشيقا لآين راند ولعب دورًا بارزًا في الستينيات في الترويج لفلسفة راند (الموضوعية). انفصل راند وبراندن في عام 1968، وبعد ذلك ركز براندن على تطوير نظرياته النفسية وأنماط العلاج.
حاصل على شهادة الدكتوراه في علم النفس، ولديه خلفية في الفلسفة، ويعتبر ناثانيال كاتبا ومحاضراً ومعالجاً نفسياً، وكذلك لديه العديد من الكتب التي ترجمت إلى كثير من اللغات الأجنبية، طبعت هذه الأخيرة في العديد من الأماكن في أنحاء العالم، ويناهز عدد المبيعات من كتبه نحو 4 ملايين نسخة تقريباً .

## حياته
ولد ناثانيل براندن (اسم الولادة: ناثان بلومنتال) في برامبتون في أونتاريو لوالديه دينا (لقبها قبل الزواج: كوب) وجوزيف بلومنتال وهما مهاجران يهوديان من روسيا. نشأ مع ثلاث شقيقات (فلورنسا وإلين وريفا). كان براندن طالبًا موهوبًا وقد نفد صبره مع دراسته خلال سنته الأولى في المدرسة الثانوية وغادر المدرسة غالبًا لصالح المكتبة. بعد رسوبه نتيجة لذلك، أقنع والدته بإرساله إلى مدرسة ثانوية خاصة للبالغين وحقق أداءً جيدًا بعد ذلك في تلك المدرسة.
بعد تخرجه من المدرسة الثانوية، حصل براندن على درجة البكالوريوس في علم النفس من جامعة كاليفورنيا في لوس أنجلوس، وماجستير من جامعة نيويورك، وفي عام 1973 حصل على الدكتوراه في علم النفس من معهد الدراسات العليا في كاليفورنيا.
تزوج براندن بباربرا ويدمان عام 1953 بحضور فرانك أوكونور زوج أين راند. أعلن براندن فيما بعد أن الزواج كان غير حكيم ومضطرب منذ البداية. في سياق هذه المشاكل، وحياة راند الزوجية البائسة ، طور براندن وراند - اللذان كان لهما رابط فلسفي عاطفي - مشاعر عاطفية لبعضهما البعض وبدأت علاقة غرامية في عام 1954، وفقًا لبراندن، أصيبت راند بالاكتئاب وانتهت علاقتهما.
أفاد براندن أنه بعد ذلك بدأت راند السعي لاستئناف علاقتهما؛ في هذه الأثناء كان زواجه يتدهور، على الرغم من أنه هو وباربرا أصبحا أقرب كصديقين. ثم التقى براندن ووقع في حب عارضة الأزياء الشابة باتريسيا سكوت (لقبها قبل الزواج: جوليسون). بدأ الاثنان علاقة سرية في عام 1964. في منتصف عام 1965، أخبر ناثانيال باربرا عن هذه العلاقة وانفصلا.
انتقل براندن إلى كاليفورنيا مع باتريسيا؛ وتزوجا في نوفمبر 1969. في مارس 1977، توفت باتريسيا في حادث غرق غريب حيث سقط في بركة بعد أن أصيبت بنوبة صرع خفيفة. تزوج براندن لاحقًا بسيدة الأعمال (والمعالجة النفسية لاحقًا) إستل ديفرز في ديسمبر 1978.وتطلق الاثنان فيما بعد، رغم أنهما بقيا صديقين. وتزوج براندن لاحقًا بلي هورتون.
احتفظ براندن بعلاقة ودية، وفي بعض الأحيان قاسية، مع زوجته الأولى باربرا، التي كتبت سيرة ذاتية ناجحة، آلام آين راند، والتي قدمت نسختها من علاقة براندن مع راند والانفصال المرير. تم تحويل الكتاب إلى صورة متحركة في عام 1999 بعنوان آلام آين راند. توفي براندن في 3 ديسمبر 2014 بسبب مضاعفات مرض باركنسون.

## مؤلفاته
- علم النفس واحترام الذات
- كيفية رفع مستوى احترام الذات الخاص بك
- ستة من أركان الثقة بالنفس
- فن الحياة بوعي
- ومذكراته سنواتي مع آين راند.

## وصلات خارجية
- ناثانيال براندن على موقع الموسوعة البريطانية (الإنجليزية)